# Easterlin-Paradox

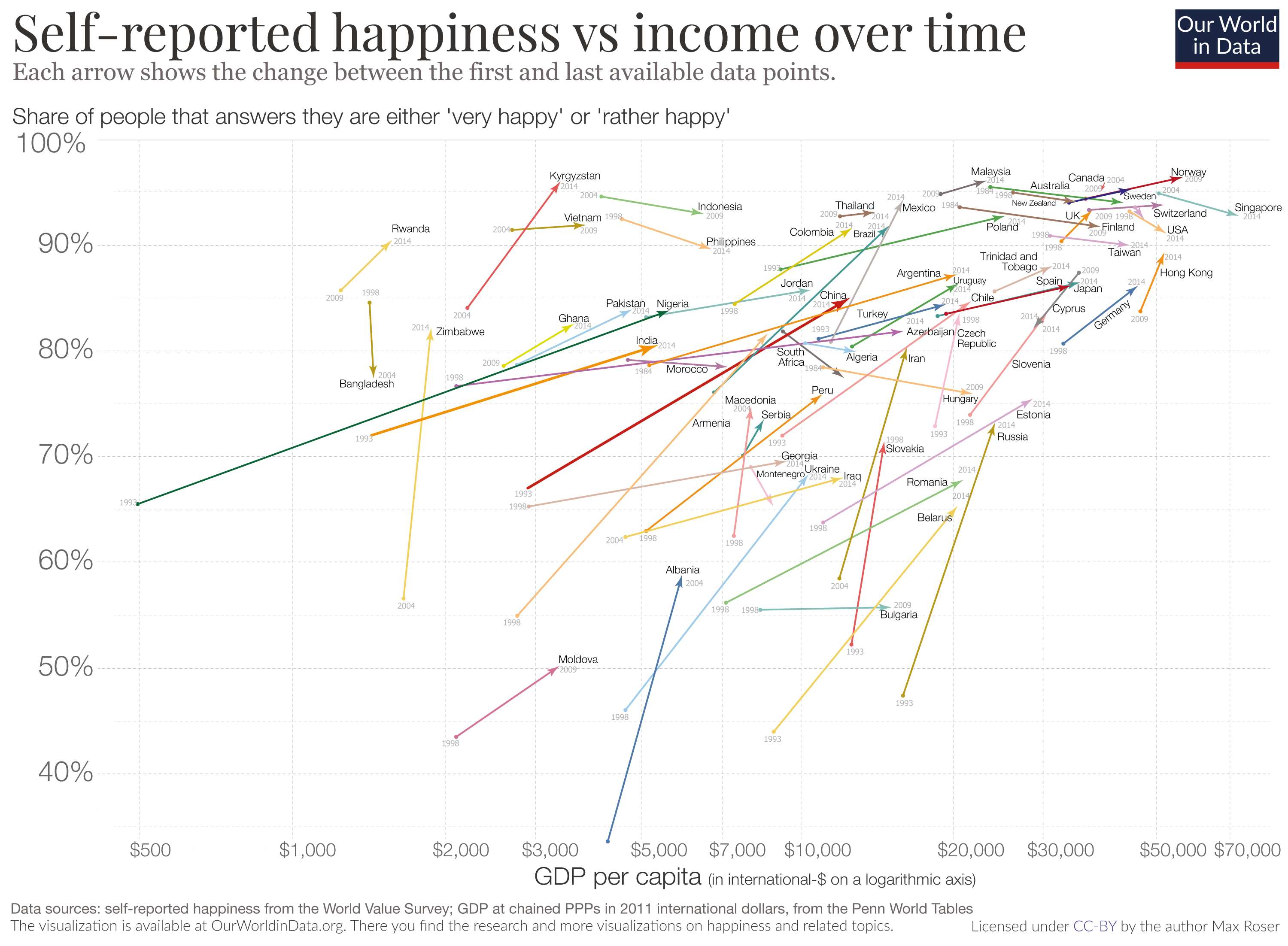
Anhand von Daten aus dem World Values Survey wird die Entwicklung des nationalen Durchschnittseinkommens und des nationalen Durchschnittsglücks im Laufe der Zeit dargestellt. Im Allgemeinen gehen Wirtschaftswachstum und Glückszuwachs in der Regel Hand in Hand. In einigen Ländern gab es in bestimmten Zeiträumen ein Wirtschaftswachstum, ohne dass das Glück zunahm.

Das Easterlin-Paradox ist eine Hypothese über den Zusammenhang zwischen Einkommen und subjektivem Glücksempfinden. Es wurde 1974 durch den Ökonomen Richard Easterlin in einem Aufsatz veröffentlicht. Richard Easterlin wies nach, dass die Erhöhung des Bruttoinlandprodukts zwar positiv mit einem subjektiven Glücksgefühl korreliert, aber ab einer bestimmten Schwelle nicht mehr zwangsläufig mit einer Verbesserung des subjektiven Glücksgefühls einhergeht.

## Easterlins These
Easterlin untersuchte 30 Umfragen aus 19 Ländern aus dem Zeitraum von 1946 bis 1970. Er beobachtete bei zwischenstaatlichen Vergleichen einen schwächeren Zusammenhang zwischen subjektivem Glück und Einkommen als bei innerstaatlichen Vergleichen. Auch stellte er anhand einer intertemporalen Studie fest, dass US-Amerikaner im untersuchten Zeitraum trotz Einkommenszuwächsen nicht glücklicher geworden seien. Easterlin führte als mögliche Erklärung an, dass relatives Einkommen ein besserer Prädiktor von subjektiver Zufriedenheit sei als absolutes Einkommen. Er wiederholte seine Studie in den folgenden Jahrzehnten mehrmals und kam jeweils zum selben Ergebnis.
Eine häufige Interpretation dieser Ergebnisse lautet: „Wenn grundlegende Bedürfnisse gestillt sind, führt mehr Reichtum nicht zu mehr Glück.“

## Rezeption, Kritik und weitere Forschungen
Der Ökonom Andrew Oswald veröffentlichte 1997 eine Analyse von Einkommen und Umfragen zu subjektiver Lebenszufriedenheit. Er stellte fest, dass Einkommenszuwächse in den USA und Europa zwar die subjektive Lebenszufriedenheit steigerten, dabei jedoch nur einen geringen Effekt hätten.
Der Ökonom Michael Hagerty und der Soziologe Ruut Veenhoven veröffentlichten 2003 ein Papier, in dem sie dem Easterlin-Paradox widersprechende Analysen präsentieren. Sie verwendeten neuere Daten und stellten fest, dass Menschen in Ländern mit steigendem Einkommen glücklicher würden. In einer Reaktion warf Easterlin den Autoren vor, inadäquate Daten benutzt zu haben.
Die Ökonomen Justin Wolfers und Betsey Stevenson veröffentlichten 2008 ein Papier, in dem sie das Easterlin-Paradox hinterfragen. Sie analysierten alle Daten zu Glück und Einkommen in Vergleichen zwischen reich und arm innerhalb einer Gesellschaft, in Vergleichen zwischen armen und reichen Ländern, und in intertemporalen Vergleichen. Dabei zeigte sich, dass der Zusammenhang zwischen subjektivem Glück und Einkommen für intranationale, internationale und intertemporale Vergleiche sehr ähnlich ist. Diese Ergebnisse widersprechen denen Easterlins, dessen Paradox auf der Annahme beruht, intranationale Vergleiche würden stärkere Glücksunterschiede aufzeigen als internationale, bzw. relatives Einkommen sei wichtiger für Zufriedenheit als absolutes Einkommen. In Ländern wie Japan oder Europa wuchs die subjektive Zufriedenheit zusammen mit dem durchschnittlichen Pro-Kopf-Einkommen. Auch war der Zuwachs von Glück größer, wenn das Einkommenswachstum größer war.
2010 stellte Easterlin eine neue Studie vor, in der er seine These bestätigt sieht. Mit einem Team hatte er die Entwicklung in 37 Ländern über einen Zeitraum von durchschnittlich 22 Jahren untersucht und dabei erstmals auch Entwicklungsländer und osteuropäische Staaten im Übergang zur Marktwirtschaft einbezogen.
Ein weiterer Ansatz zur Lösung des Paradoxons sind Anpassungsniveau-Theorien zu einem individuellen „Glücks-Nullpunkt“, zu dem Individuen nach stark positiven oder negativen Lebensereignissen über kurz oder lang stets wieder zurückkehren würden. Laut Easterlin treffen Theorien zu einer solchen Hedonistischen Tretmühle dabei allerdings auf monetäre Güter weniger zu als auf nicht-monetäre, wodurch er sich in seinem Paradox bestätigt sieht.